# Mandeni Local Municipality
Mandeni (englisch Mandeni Local Municipality; früher eNdondakusuka) ist eine Lokalgemeinde im Distrikt iLembe der südafrikanische Provinz KwaZulu-Natal. Der Sitz der Gemeindeverwaltung befindet sich in Mandeni. Bürgermeister ist Thabani Mdlalose.
Der ursprüngliche Name der Gemeinde Endodakusuka ist ein isiZulu-Wort. Endoda bedeutet „verspätet“ und suka bedeutet „umziehen“. Der Inhalt des Namens geht auf die Schlacht von Tugela zurück, die sich 1838 an den Hängen von Ndodakusuka zwischen den Siedlern von Port Natal und Anhängern von König Dingane ereignete. Ferner gab es 1856 eine kriegerische Auseinandersetzung zwischen Prinz Cetshwayo und Prinz Mbuyazi, beide Söhne von König Mpande. Die Krieger von Prinz Mbuyazi mussten am Fluss wegen seiner Hochwasserführung einige Tage warten, so dass die Krieger von Cetshwayos sie wegen dieser Verzögerung hier erreichten. Aus diesem Ereignis leitet sich der ehemalige Gemeindename ab.

## Städte und Orte
- Endlondlweni
- Isithebe
- Macambini
- Makhwanini
- Mandeni
- Mathonsi
- Nkunzempunga
- Sundumbili A
- Tugela
- Tugela Mouth

## Parks und Naturschutzgebiete
- Umlalazi Nature Reserve

## Bevölkerung
Im Jahr 2011 hatte die Gemeinde auf einer Gesamtfläche von 545 Quadratkilometern 138.078 Einwohner. Davon waren 96,7 % schwarz, 1,7 % Inder bzw. Asiaten, 1 % weiß und 0,5 % Coloureds. Erstsprache war zu 89,6 % isiZulu, zu 4,6 % Englisch, zu 1,2 % isiNdebele, zu 0,9 % isiXhosa und zu 0,8 % Afrikaans.